# 百分比协定

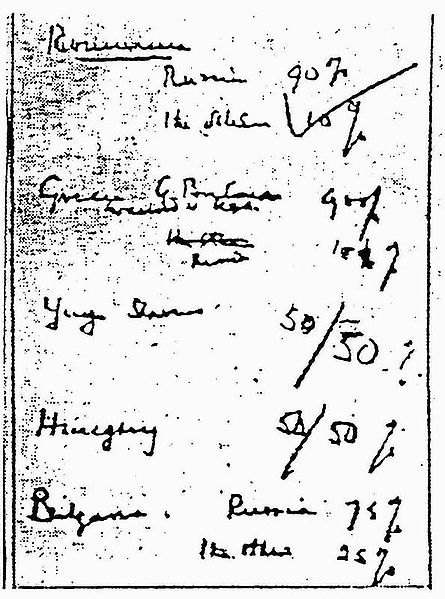
丘吉尔和斯大林之間的秘密協定的紙張。存於英國國家檔案館的前身英國國家檔案局（Public Record Office）。

《百分比协定》（英語：Percentages agreement）是英国首相温斯顿·丘吉尔和苏联领导人约瑟夫·斯大林在1944年10月第四次莫斯科会议期间达成的一项秘密非正式协议。它对东欧国家的控制权进行了百分比划分，将它们划分为势力范围。富兰克林·罗斯福被试探性地征求了意见，并同意了这项协议。 1953年，丘吉尔在回忆录的最后一卷中首次公开了协议的内容。本应代表罗斯福参加这些会议的美国大使埃弗雷尔·哈里曼被排除在讨论之外。

## 丘吉尔的地中海战略
在第二次世界大战期间，温斯顿·丘吉尔痛苦地意识到，英国几乎把所有的资本準備金都花在了战争上，并且在经济上越来越依赖美国的支持。他认识到，苏联最终会比战前强大得多，而英国则会更弱。由于担心美国可能会在战后回归孤立主义，让经济衰弱的英国独自面对苏联，他寻求先发制人地与斯大林达成一项协议，以稳定战后的世界秩序，并以有利于英国利益的方式限制苏联。在这方面，丘吉尔特别关注英国势力范围内的地中海安全，明确表示他不希望共产党在意大利、希腊和南斯拉夫掌权，因为他相信这些国家的共产党政府会允许苏联在这些国家建立空军和海军基地，而这将威胁到英国在地中海的航运利益。
苏伊士运河和地中海是英国与其印度殖民地、澳大利亚和新西兰自治领之间的主要航线所必经之处。这也是油轮将石油从中东运送到英国的必经之路。 由于苏伊士运河的重要性，丘吉尔和其他英国官员打算延续从1882年开始的对埃及的军事占领，将埃及永久性地留在英国的势力范围内。对丘吉尔来说，英国除了需要控制苏伊士运河外，還需要控制地中海和红海。失去对地中海和红海中的任何一方的控制都将抵消苏伊士运河所带来的利益。因此，对丘吉尔来说，确保地中海航道上的国家，如意大利和希腊，在战后处于英国的势力范围内至关重要。让丘吉尔感到不方便的是，在战争期间，意大利、希腊和南斯拉夫都有非常庞大且不断壮大的共产党势力，同时这些国家中的最有力的反轴心国抵抗战士也都是共产主义者。
丘吉尔很赞赏苏联在战争的大部分时间里都在与德国作战。同时，他主张英美“地中海战略”，打击轴心国所谓的“软肋”，向东欧推进，既是为了阻止红军西进，也是为了赢得战争。丘吉尔支持“地中海战略”是出于政治原因而非军事原因，导致英美关系紧张，美國更希望在欧洲西北部与德国国防军作战并击败德国国防军。1941年6月后，英国的政策主要为对苏联的支持，因为苏联的失败可能会使大多数德国国防军得以在西线作战。与此同时，丘吉尔希望到战争结束时，红军或多或少仍保持在1941年的苏联边界内，而英美盟军则解放了欧洲其他地区。丘吉尔和其他英国领导人一致认为，英国在与德国的战斗中无法承受重大的损失。目前红军承担了大部分战斗，给德国军队造成了重大损失，同时自身也遭受了更大的损失，这个现状让丘吉尔暗自感到满意。
丘吉尔的“地中海战略”要求盟军控制北非，然后入侵意大利，而意大利又将被用作入侵巴尔干半岛的基地。历史学家大卫·卡尔顿将其描述为一种主要基于丘吉尔反共意识形态的战略，因为他希望将盟军部署到尽可能远的东欧，以阻止红军向西推进。 卡尔顿还指出，丘吉尔的大战略中存在矛盾，该战略要求苏联承担大部分战斗并承担最大损失，同时他认为英国有能力在适当的时候介入，阻止红军西进。卡尔顿指出，红军完成了大部分战斗，同时也让红军在1944-45年占领了东欧的大部分地区。

## 东欧
作为其“地中海战略”的必然结果，丘吉尔支持战后建立奥地利和匈牙利联邦的计划，支持与匈牙利达成宽宏大量的和平，以此来限制苏联在东欧的影响力。丘吉尔显然不愿意向匈牙利宣战，只是在苏联的巨大压力下才这样做的。1942年，一些流亡政府签署了一系列条约，建立了一个统一南斯拉夫和希腊的战后联邦，以及另一个统一波兰和捷克斯洛伐克的联邦；丘吉尔曾希望，拟议中的奥匈联邦将成为一个从波罗的海延伸到地中海的东欧超级国家的纽带，将东欧大部分地区置于西方势力范围内。
1943年，匈牙利总理卡拉伊·米克洛什确信轴心国注定会输掉这场战争，他的主要利益是确保匈牙利在红军抵达匈牙利之前与英国和美国签署停战协议。整个1943年，匈牙利驻土耳其外交官都在与英国和美国外交官秘密接触，告诉他们匈牙利政府不再希望与德国作战。1943年9月9日，在伊斯坦布尔郊外马尔马拉海的一艘游艇上，英国驻土耳其大使許閣森与匈牙利外交官秘密签署了停战协议，根据该协议，匈牙利军队将在英美军队抵达匈牙利时投降；值得注意的是，秘密停战协议在该项是否也适用于苏联军队的方面上很模糊。
尽管卡拉伊在得知停战协议中包括盟军无条件投降的要求后拒绝了停战协议，但9月10日，匈牙利驻伊斯坦布尔领事告诉英国驻里斯本大使，匈牙利政府将遵守秘密停战协议的条款。由贵族和士绅主导的匈牙利极端保守派政府愿意与英国接触，亲英派维莱斯在战后多次谈到他希望与英匈关系更加密切，这使匈牙利在战后进入英国的势力范围有了希望。
二战期间，保加利亚与德国结盟，并于1940-41年获得罗马尼亚、希腊和南斯拉夫的领土。1941年12月，保加利亚国王鲍里斯三世向美国和英国宣战，但从未向苏联宣战，因为保加利亚人民对斯拉夫同胞的传统亲俄情绪会使宣战过于不受欢迎。在负责起草与轴心国停战协议的欧洲咨询委员会中，苏联没有参与，因为它没有与保加利亚开战，而美国对与保加利亚等被视为落后的巴尔干国家停战没有兴趣。因此，英国人认为保加利亚是他们的默认责任，苏联可能对保加利亚宣战的可能性从未发生过，这导致他们认为保加利亚在战争结束后将默认在英国的势力范围内。
丘吉尔支持保留意大利和希腊的君主制，认为这是战后让共产党下台的最佳方式，这也引起了与美国人的紧张关系，他们反对意大利国王维克多·埃马纽埃尔三世和希腊国王乔治二世的行为，他们都支持法西斯政权，并抹黑了萨伏伊和吕克斯堡家族。丘吉尔不仅支持保留意大利和希腊的君主制，而且支持支持法西斯主义的人（如佩特罗·巴多格里奥元帅）继续掌权，与此相反，罗斯福对战后意大利和希腊成为共和国持更开放的态度，同时更喜欢自由和温和左翼立场的人作为未来的战后领导人。然而，事实上没有苏联军队在意大利作战，这减轻了丘吉尔对战后意大利共产党上台的担忧。1944年5月，英国外交大臣安东尼·艾登爵士得知乌克兰的红军部队离罗马尼亚很近，这表明苏联可能会首先进入该国，于是会见了苏联驻圣詹姆斯朝廷大使费多尔·塔拉索维奇·古塞夫，讨论一项安排，根据该安排，希腊将进入英国的势力范围，以换取罗马尼亚进入苏联的势力范围。
尽管南斯拉夫没有意大利和希腊那么重要，但丘吉尔在1944年6月敦促建立一个联合政府，让1943年由若西普·布罗兹·铁托元帅宣布的民主联邦南斯拉夫临时政府与以国王彼得二世为首的伦敦南斯拉夫流亡政府联合起来。丘吉尔曾希望，在斯大林的帮助下，他能说服铁托接受国王彼得二世，并认为保留卡拉季耶维奇家族将确保南斯拉夫在战后至少部分留在英国的势力范围内。然而，与希腊和意大利不同，使用苏伊士运河航线的英国船只必须驶过希腊和意大利，南斯拉夫的情况并非如此，因此丘吉尔对该国的重视程度较低。
一份内部文件中指出，英国对希腊的政策是“我们对希腊的长期政策是将她保留在英国的势力范围内，而……俄罗斯主导的希腊不会遵循英国在东地中海的战略”。英国知道希腊的主要抵抗力量是共产党主导的EAM（Ethnikó Apeleftherotikó Metopes，民族解放阵线），英国的政策是支持EAM，以此来牵制可能与英国作战的德国军队，但同时阻止EAM上台，并确保总部位于开罗的希腊流亡政府返回希腊。鉴于丘吉尔对希腊的重视，他非常希望与斯大林达成一项协议，根据该协议，莫斯科将接受希腊在英国的势力范围内。

### 丘吉尔对罗斯福的呼吁
1944年5月4日，丘吉尔向他的外交大臣安东尼·艾登提出了一个反问：“我们会默许巴尔干半岛的共产化，也许还会默许意大利的共产化吗？”丘吉尔在回答他的问题时说，英国必须“抵抗共产主义的灌输和入侵”。试图在巴尔干半岛的势力范围内工作导致古塞夫询问美国人是否也包括在内。艾登向古塞夫保证，美国人将支持势力范围协议，但当被问及时，国务院坚定地回答说，美国的政策不是制定这样的协议，因为这将违反《大西洋宪章》。

## 1944年的军事形势

### 苏联的进攻
1944年6月22日，红军发起了巴格拉季昂行动，并在随后的12天战斗中摧毁了德国中央集團軍，消灭了21个师，总计约30万人。陆军集团中心的破坏在德国东线的防线上造成了一个巨大的缺口，并导致苏联的快速推进。1944年8月20日，红军向巴尔干半岛发动了一场重大攻势，并入侵了罗马尼亚，罗马尼亚的石油是德国战争的关键。1944年8月21日，丘吉尔的医生莫兰勋爵，他在日记中写道：“温斯顿这些天从来没有谈到希特勒。他总是喋喋不休地谈论共产主义的危险。他梦想着红军像癌症一样从一个国家蔓延到另一个国家。这已经成为一种困扰，他似乎很少考虑其他问题。”接着他指出，丘吉尔对苏联进攻罗马尼亚的反应是：“天哪，俄罗斯人像潮水一样在欧洲蔓延。”尽管驻罗马尼亚的德国第8军和第6军进行了激烈的抵抗，但士气下降了一段时间的罗马尼亚军队在苏联的联合武器攻势面前崩溃了。红军包围了德国第6军，其中18个师的士兵要么投降，要么被杀，而遭受重创的第8军则撤退到匈牙利，守住喀尔巴阡山脉的隘口，目的是阻止苏联向匈牙利推进。
1944年8月23日，罗马尼亚国王米哈伊一世解除了亲德总理扬·安东内斯库元帅的职务，与苏联签署停战协议，并向匈牙利和德国宣战。迈克尔国王希望让罗马尼亚改变立场，可以避免霍亨索伦家族罗马尼亚分支在战后被共产主义政权取代。1944年8月，德国国防军在两周的时间里试图控制罗马尼亚，但没有成功，损失了38万人，现在发现其在巴尔干半岛的整个地位岌岌可危。
丘吉尔对巴尔干半岛很着迷，他认为那里是最适合作战的地方之一。他的“地中海战略”的一个反复出现的主题是，他计划让盟军在南斯拉夫的亚得里亚海海岸登陆，穿过阿尔卑斯山的卢布尔雅那峡到达奥地利，以在战后对东欧提出主权要求。德国在巴尔干半岛的地位崩溃，再次激发了丘吉尔对卢布尔雅那缺口计划的兴趣，但在达尔马提亚登陆需要首先占领意大利东北部。8月25日，英国第8军开始了橄榄行动，这是一场由加拿大第1军团牵头的针对意大利北部哥特防线的攻势，目的是占领佩萨罗和里米尼，这两个港口将被用作港口，以支持英国在南斯拉夫的进攻计划。
德国在哥特式防线上的顽强抵抗充分利用了意大利东北部纵横交错的山脉和14条河流的自然防御地形，导致第8军的前进速度远慢于预期，并导致卢布尔雅那门的计划被搁置。在他的《第二次世界大战史》的最后一本书《胜利与悲剧》中，丘吉尔为入侵法国南部的“龍騎兵行動”攻击了美国人，他对此表示反对。为了表达美国人反对他的地中海战略的痛苦，丘吉尔声称，如果能为推进卢布尔雅那缺口的计划提供“龙行动”的人力和资源，那么盟军就会在1944年占领维也纳，从而阻止红军在1945年占领该市。
1944年9月2日，保加利亚宣布放弃与德意志帝国的联盟，并宣布中立。1944年9月5日，苏联向保加利亚宣战，红军于同一天越过多瑙河进入保加利亚。保加利亚人迅速投降，在苏联入侵的同一天，保加利亚改变了立场，向德国宣战。9月9日，共产党领导的祖国阵线在保加利亚掌权，9月15日，红军进入索非亚。苏联对保加利亚的占领使红军驻扎在南斯拉夫、希腊和土耳其的边境，所有这些国家都与地中海航道接壤，丘吉尔在战后决心拒绝向苏联开放。
在9月12日至16日罗斯福和丘吉尔在魁北克市举行的第二次魁北克会议上，丘吉尔和英国代表团的其他成员花了很多时间谈论保加利亚。在同一次会议上，罗斯福再次拒绝了丘吉尔关于卢布尔雅那缺口攻势的计划，称巴尔干半岛并不是丘吉尔一直说的决定性战区，盟军应该专注于西北欧。在会议上，帝国总参谋长陆军元帅艾伦·布鲁克不得不通知丘吉尔，由于在西北欧、意大利和缅甸的战斗造成的损失，英国军队已经到了崩溃的地步，只有一支骨干部队可以在巴尔干半岛作战。布鲁克建议丘吉尔，如果没有美国的参与，他让英国军队与匈牙利一起占领巴尔干半岛的计划目前是不可能实现的。
英国人特别担心斯大林可能会允许1941年创建的更大的“大保加利亚”在战后继续存在，当时德国人将南斯拉夫的马其顿以及希腊色雷斯和希腊马其顿的大部分地区分配给保加利亚。1941年建立的“大保加利亚”为保加利亚提供了爱琴海海岸线，最令英国人不安的是，苏联允许保加利亚人留在他们以保加利亚现在是苏联盟友为由吞并的希腊和南斯拉夫地区。对丘吉尔来说，更可怕的是，红军可能会南下进入希腊并解放它，从而给英国带来EAM掌权的既成事实。
在某种绝望的状态下，伊登于9月21日向驻莫斯科大使阿奇博尔德·克拉克·卡尔爵士发了一封电报，请他说，他希望“除非与国王陛下政府达成协议，否则苏联政府不会认为有必要派遣俄罗斯军队进入希腊的任何地区”。在焦急地等待苏联的答复两天后，9月23日，外交部副委员安德烈·维辛斯基告诉克拉克·克尔，苏联将遵守1944年5月的《伊甸园-古塞夫协议》。除了希腊，丘吉尔还强烈要求保加利亚回到1941年前的边界，丘吉尔对推翻1940年的《克雷奥瓦条约》漠不关心，该条约以牺牲罗马尼亚为代价，给予保加利亚人南部多布鲁亚。

### 1944年秋
随着苏联进入保加利亚，红军也在通往匈牙利的喀尔巴阡山脉的特兰西瓦尼亚山口上进行了激烈的战斗，但很少有人怀疑苏联进入匈牙利平原只是时间问题。1944年9月21日，红军占领了特兰西瓦尼亚城市阿拉德，该城市不久后被匈牙利人占领，布达佩斯爆发了恐慌。1944年9月24日，匈牙利摄政王、海军上将米克洛斯·奥尔蒂决定开启与苏联停战的秘密谈判，但在那之前他一直拒绝这样做，他给斯大林发了一封信，声称他对1941年导致匈牙利与苏联交战的事件有错误的了解，现在接受了苏联没有轰炸匈牙利的卡斯莎镇的事实。
和米哈伊一世国王一样，海军上将霍蒂希望现在签署停战协议可以将匈牙利从共产主义政权手中拯救出来，此外，他还希望保留匈牙利在1940年第二次維也納仲裁裁決下获得的特兰西瓦尼亚部分。1944年10月6日，德布勒森战役开始，红军向匈牙利平原发起进攻。红军占领并失去了德布勒森，尽管被德军反击包围的三个苏联军团得以逃脱。苏联向布达佩斯的进攻暂时停止，但人们认为红军会继续前进。
就在红军挺进巴尔干半岛并奋力进入匈牙利的同时，西方盟国发现自己在西线陷入僵局，因为英美将军们在圣诞节前结束战争的希望被国防军的大力抵抗所破灭。英美军官普遍认为诺曼底战役削弱了西欧的国防军，但事实证明这是错误的，因为在德国历史学家所说的“九月奇迹”中，国防军从诺曼底的失败中恢复过来，阻止了盟军的前进。
为了维持他们的前进，盟军需要一个比瑟堡和马赛更靠近他们防线的主要港口。盟军向欧洲推进得越深，他们的补给线就越长，而德国的补给线反而更短，这使德国国防军在战斗中占据了优势。尽管1940年后，德国国防军忽视了与法国接壤的西墙，但后勤问题极大地阻碍了盟军的前进，而匆忙重新启用的西墙是一条可怕的防线，阻碍了盟军进入莱茵兰。即使是以好斗著称的乔治·巴顿将军领导的美国第3军，到10月，在洛林的推进速度也慢到了美国历史学家格哈特·温伯格所说的“爬行”。
1944年9月5日，英国占领了欧洲第三大港口安特卫普，但只要德国人占领了连接安特卫普和北海的斯海尔德河口，安特卫普对盟军来说就毫无用处。陆军元帅伯納德·蒙哥馬利决定专注于市场花园行动，试图包抄西墙，最终在阿纳姆战役中击败了英波伞兵，而不是清除舍尔德，这让德国军队得以深入并拒绝盟军使用安特卫普。德国人在舍尔德号上布雷，这需要扫雷舰清除地雷，而这反过来又需要驱逐占领河岸的德国军队。因此，一支以加拿大为主的部队不得不在1944年10月至11月进行艰难而血腥的斯海爾德河戰役，以使扫雷舰能够清除舍尔德号。只要安特卫普对盟军关闭，盟军就不可能在1944年秋天向德意志帝国取得任何重大进展。直到1944年11月28日，在扫雷舰清除了舍尔德号之后，盟军才开始使用安特卫普。这反过来又使斯大林在与盟国的谈判权力方面处于相对有利的地位。
随着红军深入巴尔干半岛，阿道夫·希特勒认为希腊无法保住，他命令他的部队在被红军切断之前撤出希腊，前往南斯拉夫。1944年10月4日，费奥多尔·托尔布欣元帅率领的烏克蘭第3方面軍与南斯拉夫游击队一起占领了贝尔格莱德。事实上，苏联并没有在占领贝尔格莱德之后向亚得里亚海发起进攻，而是沿着多瑙河流域向布达佩斯进发，这使得亚历山大·勒尔领导下的德国E集团军群得以逃离希腊。1944年10月4日，罗纳德·斯科比将军率领的英国第三军团在希腊登陆。1944年10月10日，德国人开始撤出希腊。
1944年10月15日，奥尔蒂与苏联签署了停战协议，但希特勒预料到了这一举动，并准备让匈牙利成为战场，不管匈牙利人怎么想。事实上，霍蒂坚持以匈牙利军官和绅士的身份要求他告诉希特勒他将与苏联签署停战协议，这无疑消除了希特勒对他将要做什么的任何怀疑。就在霍蒂签署停战协议的同一天，德国军队控制了匈牙利，废黜了霍蒂，并成立了由匈牙利箭十字党的萨拉希·费伦茨领导的新政府。当德国人撤出希腊时，EAM接管了希腊，英国人在登陆时发现EAM控制了希腊大部分地区。

## 协议
1944年10月9日在莫斯科举行的英苏首脑会议在很大程度上是由保加利亚问题引发的，特别是战后在苏联势力范围内建立“大保加利亚”的可能性，以及整个巴尔干半岛以及匈牙利可能很快被红军占领的可能性。罗斯福在战争的大部分时间里故意忽视巴尔干半岛，现在开始对该地区感兴趣。1944年10月，罗斯福全力竞选连任，寻求第四个任期，这使他无法随心所欲地参加莫斯科峰会。在10月4日给斯大林的一封电报中，罗斯福对他的连任竞选活动使他无法参加表示遗憾，但他表示“在这场全球战争中，美国对任何政治或军事问题都不感兴趣”。罗斯福要求允许美国驻苏联大使埃弗雷尔·哈里曼作为其观察员出席峰会，但遭到婉言拒绝，理由是Harriman只能作为罗斯福的代表出席。
温斯顿·丘吉尔提出了这项协议，根据该协议，英国和苏联同意将欧洲划分为多个势力范围，一个国家在一个领域拥有“主导地位”，另一个国家则在另一个领域具有“优势地位”。 达成协议的部分原因是丘吉尔仍然抱有希望，希望英国能够在南斯拉夫登陆并通过卢布尔雅那缺口，这需要与已经进入南斯拉夫的红军合作。此外，丘吉尔有意让EAM下台，这使他热衷于说服斯大林放弃EAM，因为他不希望在希腊问题上的分歧成为英苏在巴尔干地区利益冲突的机会。斯大林对EAM的支持迄今为止大多是口头上的。在英国的谈话记录中，丘吉尔主要担心的是，希腊已经迫在眉睫的内战可能是英苏战争的原因，苏联支持EAM，英国支持国王。
在讨论了波兰问题后，丘吉尔告诉斯大林，罗马尼亚“在很大程度上是俄罗斯的事”，苏罗停战“是合理的，并显示出符合未来总体和平利益的治国方略”。丘吉尔随后表示，“英国必须是地中海的主要大国”，这需要希腊进入英国的势力范围。斯大林对英国人表示了一些同情，他们在第二次世界大战的大部分时间里都无法使用地中海，因为驻扎在意大利的轴心国军队有海空袭击的危险，迫使英国人通过绕过好望角的长路向埃及提供兵力。很快与希腊和罗马尼亚达成了协议，但保加利亚、南斯拉夫和匈牙利变得更加困难。
根据丘吉尔对这一事件的描述，丘吉尔建议苏联在罗马尼亚有90%的影响力，在保加利亚有75%的影响力；英国应该有90%在希腊；他们应该在匈牙利和南斯拉夫各占50%。丘吉尔把它写在一张纸上，然后递给斯大林，斯大林勾选了它并把它传了回来。这些讨论的结果是，苏联在保加利亚的影响力百分比，更重要的是，匈牙利的影响力百分比被修正为80%，罗马尼亚的影响力百分比修正为100%。丘吉尔称之为“顽皮的文件”。

### 1944年10月讨论的其他问题
在讨论巴尔干半岛问题后，丘吉尔和斯大林转向拟议中的联合国，丘吉尔放弃了斯大林的要求，即大国应有权对涉及自己的领土争端进行投票和否决，并举例说明了在美国支持下，中国是如何要求战后归还香港的，丘吉尔认为这是一个令人愤慨的要求。由于美国拒绝承认苏联在1939-40年获得的领土，丘吉尔在这里传达的信息很明确，即有一个交换条件，即英国将支持苏联夺回1941年的边界，以换取苏联支持英国夺回其失去给日本的亚洲殖民地，而美国对此表示反对。丘吉尔对美国支持中国成为大国感到恼火，并试图确保苏联支持中美对中国的更大权力运动。话题一回到巴尔干半岛，斯大林就反对英国在保加利亚施加影响的要求，很快就发现真正的问题是土耳其。
因此，根据英国的文字记录，斯大林说：“如果英国对地中海感兴趣，那么俄罗斯对黑海也同样感兴趣”。斯大林声称，1936年管理土耳其海峡的蒙特勒公约对苏联有偏见，需要修改。斯大林坚持认为，如果英国有权控制苏伊士运河，而不管埃及人的感受如何，同样，美国有权控制巴拿马运河，而无论巴拿马人的感受如何。那么，苏联也有权控制土耳其海峡，而不管土耳其人的感觉如何。尽管丘吉尔似乎对斯大林声称苏联有“自由通过土耳其海峡的权利和道德要求”表示同情，但他认为说服土耳其人接受这一要求需要“逐渐的压力”。丘吉尔从斯大林那里得到了红军不会进入希腊的承诺，然后要求斯大林“温和地兜售意大利的共产党人，不要煽动他们”，说他想让“纯粹的民主”决定意大利是否保持君主制或成为共和国。
哈里曼没有出席在莫斯科举行的丘吉尔-斯大林峰会，但他尽最大努力让罗斯福了解正在讨论的内容，尽管值得注意的是，他从未提及任何关于百分比的内容。哈里曼向儿时的朋友罗斯福提供的关于英苏峰会的信息总体上是准确的，尽管有很多关于丘吉尔-斯大林会谈的信息他并不知道。在接下来的几个月里，罗斯福对莫斯科峰会和百分比协议的全部内容一无所知。

## 保加利亚问题分歧
在讨论了意大利之后，话题再次转向保加利亚，斯大林声称保加利亚共产党受到了红军的限制，不再激进。斯大林辩称，苏联不打算利用保加利亚作为基地来威胁土耳其，并反对英国在保加利亚的任何角色，这导致伊登在与保加利亚交战三年后回答说，英国有权获得“一小部分”。在10月10日伊登和莫洛托夫的会晤中，保加利亚成为了主要的困难，伊登指责保加利亚人在希腊色雷斯虐待英国军官，并希望苏联命令他们尊重英国军官，莫洛托夫罕见地机智地说，苏联刚刚承诺不干涉希腊内政。重点很快变成了与保加利亚的停战。苏联刚刚与罗马尼亚和芬兰签署的停战协议赋予了盟军控制委员会（ACC）权力，该委员会将在苏联最高指挥部的“总指挥和命令”下运作，实际上使苏联在这些国家拥有主要发言权。
美国与保加利亚的停战草案规定，保加利亚的行政协调会将对“三大国”政府负责，英国已同意接受这一点。莫洛托夫希望伊登放弃英国对美国草案的支持，接受苏联的草案，这几乎与芬兰和罗马尼亚的停战协议相同。伊登拒绝割让，这导致莫洛托夫叫嚣保加利亚与黑海接壤，如果苏联愿意接受英国在地中海拥有特殊利益，那么苏联在黑海也有特殊利益，这让他说“保加利亚不是意大利、西班牙、希腊甚至南斯拉夫”。莫洛托夫曾暗示，如果英国割让保加利亚，苏联愿意接受南斯拉夫的分割，英国占领亚得里亚海沿岸，苏联占领内陆。10月11日，莫洛托夫向伊登提供了在保加利亚20%的影响力，并修改了停战协议，规定驻保加利亚的ACC将根据苏联最高司令部的命令行事，但有英国和美国政府的“参与”。伊登同意莫洛托夫的草案，并同意与匈牙利签署的停战协议与保加利亚停战协议相同。

### 美国对此事的看法
同一天，丘吉尔致信斯大林，称英国与希腊国王彼得二世和乔治二世有着特殊的关系，这使他们恢复王位成为英国的荣誉，尽管他也声称相信巴尔干半岛人民有权选择他们喜欢的任何形式的政治制度，除了法西斯主义。丘吉尔表示，百分比只是“一种方法，通过这种方法，我们可以在思想中看到我们在一起的距离有多近”，并找到一种拉近距离的方法。丘吉尔在10月12日返回伦敦后向战时内阁表示，该协议“只是战时近期的临时指南……”
丘吉尔认为，将罗马尼亚割让给苏联只是因为安东内斯库选择参加1941年6月的巴巴罗萨行动。通过埃登从莫洛托夫那里得到的保加利亚人将撤出他们占领的南斯拉夫和希腊部分地区的承诺，保加利亚的势力范围和保加利亚停战问题并没有消失。毕竟，美国人现在已经发现了对保加利亚的兴趣，国务卿科德尔·赫尔坚持停战协议的文本，该文本将使监督保加利亚的ACC中的美国代表团与苏联代表团有平等的发言权。1944年10月21日，美国驻大不列颠大使约翰·吉尔伯特·怀南特在欧洲咨询委员会的一次会议上就保加利亚停战文本被否决，他还表示，这不是最终决定，美国准备在欧洲咨询委员会的下一次会议重新讨论这个问题。

## 史学
直到1958年，苏联历史学家才第一次承认丘吉尔在《胜利与悲剧》中的描述，然后又否认了这一说法。苏联外交历史学家伊戈尔·泽姆斯科夫在历史杂志《Mezhdunarodnaya zhizn》上写道，丘吉尔关于百分比协议的说法是一个“肮脏、粗鲁”没有事实依据的谎言，斯大林没有收到任何这样的提议，而假如有这样的提议斯大林也会拒绝它。斯大林冷酷而愤世嫉俗地抛弃了EAM，而EAM在1944年10月接管了整个希腊，这一指控损害了他在左翼圈子里的声誉。包括加布里埃尔·科尔科和杰弗里·罗伯茨在内的一些历史学家认为，该协议的重要性被高估了。
Henry Butterfield Ryan写道，“安東尼·艾登和维亚切斯拉夫·莫洛托夫就这些数量讨价还价，就好像他们在集市上为地毯讨价还价一样，莫洛托夫试图最终成功地削减英国的数字。”在《剑桥冷战史》中，Norman Naimark写道，加上雅尔塔和波茨坦协议，“约瑟夫·斯大林和温斯顿·丘吉尔之间臭名昭著的百分比协议……至少在最初证实了东欧将处于苏联的势力范围内。”
在他的丘吉尔传记中，羅伊·詹金斯写道，该协议“提出了现实政治在巴尔干半岛的势力范围。外交部的记录报道称，丘吉尔说，‘如果美国人看到他说得如此粗鲁，他们会感到震惊。’”大卫·卡尔顿（David Carlton）写道，“与10月份的合同在对丘吉尔最重要的一点上达成了一项明确的非正式协议：他得到了斯大林的同意，可以按照他认为合适的方式处理希腊问题。”安东尼·艾登写道，在会议前几个月，他和丘吉尔讨论了这个问题，“我们觉得有权要求苏联支持我们（对希腊）的政策，以换取我们对苏联对罗马尼亚政策的支持。理查德·克兰普顿（Richard Crampton）将该协议描述为“臭名昭著”，丘吉尔和斯大林以“傲慢的方式”将东欧划分为势力范围，而没有努力与有关人民协商。

## 后果
在丘吉尔看来，该协议对英国非常有利，因为希腊民族解放阵线主要控制着希腊，斯大林同意接受希腊在英国的势力范围内，而作为交换，英国承认红军已经占领的保加利亚和罗马尼亚在苏联的势力范围内。从英国的角度来看，希腊在英国的势力范围内结束了希腊民族解放阵线掌权并将基地交给苏联在希腊的任何可能性，而希腊的位置使该国成为控制东地中海的关键，对丘吉尔来说，东地中海远比巴尔干半岛的其他地区重要。事实上，罗斯福没有像丘吉尔那样热衷于恢复乔治二世国王的希腊国王地位，这是他与斯大林达成协议并将美国人排除在外的一个关键因素。丘吉尔担心，如果罗斯福参与有关希腊未来的谈判，那么美国人可能会站在苏联一边，同意承认希腊民族解放阵线为合法政府。
在雅典的十二月事件中，罗斯福发表了一份声明，不赞成英国人与希腊民族解放阵线作战，并私下表示，他对英国人公开招募曾忠诚为纳粹德国服务的合作安全营与他们一起对抗EAM的方式感到震惊。同样，美国媒体对十二月事件的报道也对英国人怀有压倒性的敌意，美国记者批评丘吉尔招募安全营为不受欢迎的乔治国王而战。针对美国声称英国在希腊实行“强权政治”的说法，丘吉尔在一次演讲中反驳道：“什么是强权政治？……拥有一支比世界强权政治中任何其他海军都大一倍的海军吗？拥有世界上最大的空军，在世界强权政治的每一个地方都有基地吗？拥有全球强权政治中所有的黄金吗？如果是这样，我很抱歉地说，我们肯定没有犯下这些罪行。它们是已经从我们身边消失的奢侈品。”
| 國家     | 蘇聯百分比 | 英國百分比 |
| -------- | ---------- | ---------- |
| 保加利亞 | 75% → 80%  | 25% → 20%  |
| 希臘王國 | 10%        | 90%        |
| 匈牙利   | 50% → 80%  | 50% → 20%  |
| 羅馬尼亞 | 90% → 100% | 10% → 0%   |
| 南斯拉夫 | 50%        | 50%        |

### 丘吉尔后来的观点
1947年，丘吉尔在《胜利与悲剧》一书中宣告杜鲁门主义是美国对其希腊政策正确性的迟来承认，并写道后来的事件如何“完全证明”了他的行为。丘吉尔将1947年代理国务卿迪安·艾奇逊在参议院发表的声明并列在一起，即希腊共产党在希腊内战中的胜利对美国来说是“危险的”。丘吉尔在《胜利与悲剧》中透露百分比协议的部分原因至少是为了把自己描绘成一位有远见的政治家，他巧妙地签署了百分比协议，以阻止苏联支持希腊民族解放阵线。
在雅尔塔会议（1945年2月）上，罗斯福建议由新的联合国决定百分比协定中提出的问题。斯大林感到沮丧，因为他想要苏联在东欧的势力范围。根据Melvyn Leffler的说法，随着世界大战的结束和希腊的安全，丘吉尔“试图背弃”百分比协议。尤其是丘吉尔和罗斯福对协议保持着严格的自由裁量权，以至于他们的继任者都不知道这一点。与此同时，斯大林最初认为秘密协议比雅尔塔的公开协议更重要，这导致他感到背叛，并越来越迫切地需要确保苏联边境的友好政府。
丘吉尔的《第二次世界大战史》一书既是为了理解过去，也是为了影响现在。20世纪50年代，丘吉尔痴迷于核战争的可能性，非常想在冷战演变成第三次世界大战之前找到一种化解冷战的方法，他认为这可能是人类的终结。《第二次世界大战史》系列后面几卷的一个主要主题是，与苏联达成谅解是可能的。考虑到这些担忧，丘吉尔将百分比协议视为治国方略的胜利，这显然意味着这是冷战的解决方案，西方大国和苏联同意尊重彼此的势力范围。
百分比协议中提到的所有国家都处于共产党的控制之下，但希腊除外，共产党在希腊内战中失利。1948年铁托-斯大林分裂后，一直被视为苏联势力范围内的南斯拉夫在冷战中变得中立。1945年后，保加利亚、罗马尼亚和匈牙利都在苏联的势力范围内。1956年后，卡达尔·亚诺什领导下的匈牙利在外交事务上忠于莫斯科，但在国内进行了被称为“古拉什共产主义”的重大改革。格奧尔基·乔治乌-德治领导下的罗马尼亚起初忠于苏联，但从1959年起开始显示出独立的迹象，乔治乌-德治拒绝了苏联对罗马尼亚的经济计划。
在尼古拉·齐奥塞斯库的领导下，罗马尼亚脱离苏联势力范围的倾向加剧了。尼古拉·齐奥塞斯库于1967年与西德建立外交关系，1968年公开批评苏联入侵捷克斯洛伐克，1979年公开批评阿富汗，1971年访问了1969年刚刚与苏联进行边境战争的中国，赞扬毛是罗马尼亚的榜样。罗马尼亚赞扬中国的倾向，曾挑战苏联在共产主义世界的领导地位，在国内外被广泛视为反苏。